# Pistola semiautomática
Una pistola semiautomática es aquella que utiliza la energía del cartucho disparado para extraer el casquillo de la recámara y alimentarla de nuevo con otro cartucho. En una semiautomática se produce un solo disparo cada vez que el gatillo es presionado.
Después de ser disparada, la vaina vacía es extraída de la recámara y expulsada del arma; luego la recámara es alimentada con un nuevo cartucho procedente del cargador, hasta su vaciado.
Muchas pistolas son operadas por el retroceso del disparo (blowback) y otras por la acción de los gases del disparo. La mayoría de estas armas poseen el cargador de cartuchos extraíble e insertado dentro de la empuñadura.

## Historia

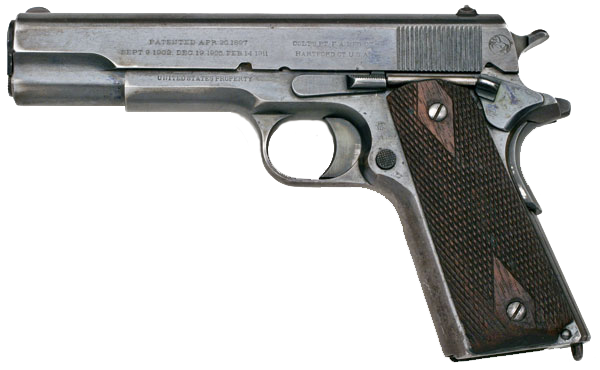
Colt M1911, pistola calibre .45 utilizada por el Ejército de los Estados Unidos desde 1911.

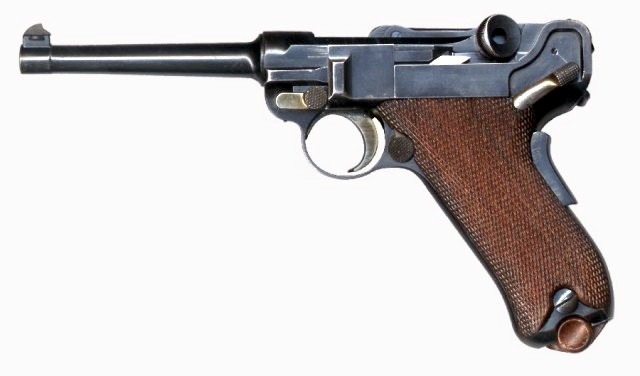
Pistola Luger P08 (Parabellum).

Cuando se extendió el uso de las ametralladoras Maxim, varios fabricantes de armas decidieron adaptar el mecanismo de disparo automático para crear pistolas semiautomáticas. La primera pistola semiautomática funcional fue la Schönberger-Laumann, aunque tuvo poco éxito comercial y se fabricaron apenas un centenar de ejemplares. La pistola Salvator-Dormus, fue la primera semiautomática en ser patentada, pero solo se fabricaron unos 20 prototipos, antes que 30 pistolas funcionales sean entregadas al ejército austro-húngaro en 1896. El primer modelo exitoso fue la Borchardt C-93, creada por el armero alemán Hugo Bochardt y aparecida en 1894. Era voluminosa, frágil, incómoda y difícil de manejar con una mano; se caracterizó por un ingenioso mecanismo de acerrojado parecido a la articulación de la rodilla, que era confiable. Utilizaba el potente cartucho 7,65 x 25 Borchardt. Se fabricaron pocos ejemplares del modelo.
En 1896 aparece el modelo Mauser C96, que utilizaba el cartucho 7,63 x 25 Mauser. Fue el primer modelo semiautomático empleado en la segunda guerra de los Bóeres en Sudáfrica y en las revoluciones rusa y china. El siguiente modelo exitoso, aparecido ese mismo año, fue el Luger Parabellum creado por Georg Luger, y adoptado por el ejército alemán como su pistola oficial durante la Primera Guerra Mundial. Se caracterizó por mejorar el mecanismo de seguro de la Bochardt y por ser el primer modelo en utilizar el cartucho 9 mm Parabellum (o 9 mm Luger en esa época), también creado por el fabricante. Su modelo sufrió varias modificaciones y estuvo en producción hasta la Segunda Guerra Mundial, donde el ejército alemán tenía otra reglamentaria (Walther P38), pero la necesidad de armas hizo continuar la producción de la Luger.
El primer armero estadounidense en crear pistolas semiautomáticas fue John Browning, que comienza a desarrollar sus propias pistolas de acción simple y en 1900 empieza a colaborar con FN y la marca Colt, para la que diseñó en estos años varios de los cartuchos clásicos más conocidos para pistola: el 6,35 x 16 (.25 ACP), el 7,65 x 17 (.32 ACP) y el 9 x 17 Corto (.380 ACP, o más popularmente 9 mm Corto) que empleó indistintamente para sus diseños en Europa y Estados Unidos.
Todos estos cartuchos ACP (Automatic Colt Pistol) fueron los más populares para pistola en Europa durante muchos años, aunque en Estados Unidos pronto se vieron eclipsados por el potente .45 ACP (11,43 x 23) del propio Browning.
La Colt M1911 fue el primer modelo con un excelente poder de parada, y también el primero en utilizar el cartucho .45 ACP creado para ese modelo por su fabricante. Un arma legendaria en Estados Unidos. Ha sido empleada por el ejército estadounidense durante 74 años. Solo sufrió algunas modificaciones en 1926 y se renombró como Colt M1911A1.
La primera pistola de doble acción fue la Walther PP-PPK, diseñada en 1929 para uso policial y en varios cartuchos de baja potencia. El primer modelo de doble acción de uso militar fue la Walther P38, usada por primera vez por los alemanes en la Segunda Guerra Mundial; podía recargarse su munición y dejarse lista para disparar sin riesgo de disparo accidental.
La pistola Browning High Power, vendida por primera vez en 1935, es la primera en tener un cargador con dos hileras para almacenar más munición. Posee además mejores seguros contra disparos accidentales y otras mejoras. Todavía se sigue fabricando el modelo original y versiones de doble acción. Junto con el modelo M1911A1, han sido posiblemente las pistolas más copiadas e imitadas de la historia. Como anécdota, el arma fue empleada en la Segunda Guerra Mundial por ambos bandos: los alemanes la fabricaban en la Bélgica ocupada y los británicos en Canadá.[cita requerida]